# Chalcopharis nigroaenea
Chalcopharis nigroaenea är en skalbaggsart som beskrevs av Heller 1902. Chalcopharis nigroaenea ingår i släktet Chalcopharis och familjen Cetoniidae. Inga underarter finns listade i Catalogue of Life.